# تحت‌الحمایگی اسپانیا در مراکش
تحت‌الحمایگی اسپانیا در مراکش (عربی: حماية إسبانيا في المغرب‎) بر اساس پیمان ۱۹۱۲، اسپانیا تشکیل شد. بر اساس این پیمان، اسپانیا کنترل مناطقی در شمال مراکش، شامل سواحل مدیترانه‌ای و منطقه ریف، و همچنین نواری در جنوب کشور به نام دماغه جوبی را به دست آورد. شهر تِطوان به عنوان پایتخت این منطقه تعیین شد.
در دهه ۱۹۲۰، قبایل بربر منطقه ریف به رهبری عبد الکریم الخطابی علیه سلطه اسپانیا قیام کردند. این جنگ که به «جنگ ریف» معروف است، با مقاومت شدید محلی‌ها و استفاده از تاکتیک‌های چریکی همراه بود. در نهایت، با همکاری نیروهای فرانسوی، اسپانیا موفق به سرکوب این قیام شد.
در جریان جنگ جهانی دوم، اسپانیا شهر طنجه را که تحت مدیریت بین‌المللی بود، در سال ۱۹۴۰ اشغال کرد و آن را به منطقه تحت‌الحمایگی خود افزود. این اشغال تا سال ۱۹۴۵ ادامه داشت.
پس از فشارهای بین‌المللی و جنبش‌های استقلال‌طلبانه، اسپانیا در ۷ آوریل ۱۹۵۶ منطقه شمالی تحت‌الحمایه خود را به مراکش بازگرداند. منطقه جنوبی نیز در ۱ آوریل ۱۹۵۸ بر اساس معاهده آنگرا د سینترا به مراکش واگذار شد.
دوره تحت‌الحمایگی اسپانیا تأثیرات فرهنگی، زبانی و اقتصادی قابل توجهی بر مناطق تحت کنترل خود گذاشت. برخی از این تأثیرات هنوز در شهرهایی مانند تِطوان و سبته مشاهده می‌شود.